# Großensee (Thüringen)
Großensee is een plaats en voormalige gemeente in de Duitse deelstaat Thüringen, en maakt deel uit van de Wartburgkreis.
Großensee telt  inwoners.

## Geschiedenis
Dippach maakte deel uit van de Verwaltungsgemeinschaft Berka/Werra tot deze op 1 januari 2019 werd opgeheven en de gemeenten werden samengevoegd tot de gemeente Werra-Suhl-Tal.
Abteroda · Auenheim-Rienau · Berka/Werra · Dankmarshausen · Dippach · Fernbreitenbach · Gasteroda · Gospenroda · Großensee · Hausbreitenbach · Herda · Horschlitt · Kratzeroda · Vitzeroda · Wünschensuhl